# Felice Nazzaro

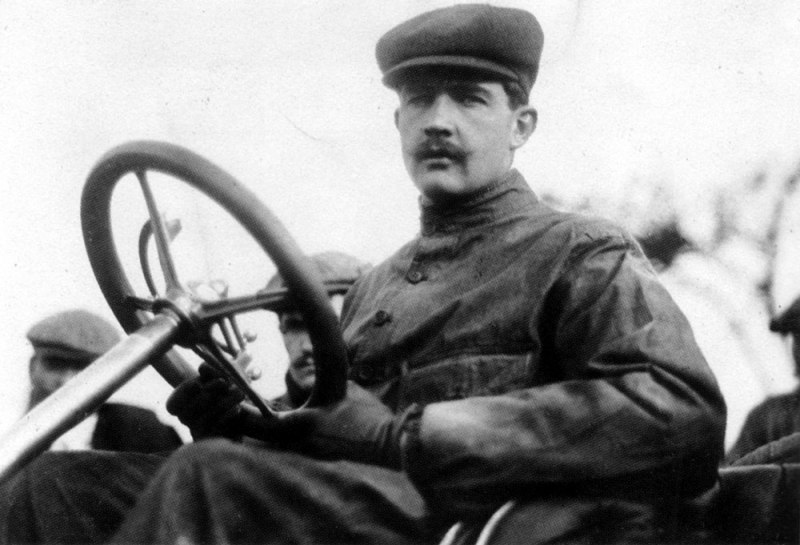
Felice Nazzaro 1907

Nazzaro passiert bei der Targa Florio als Erster das Ziel

Felice Nazzaro (* 4. Dezember 1881 in Turin; † 21. März 1940 ebenda) war ein italienischer Automobilrennfahrer.

## Leben
Nazzaro war der Sohn eines Kohlenhändlers aus Turin. Im Alter von 15 Jahren kam er zu den Fiat-Automobilwerken, wo er zunächst als Mechaniker arbeitete. Sein technisches Geschick und sein Gespür für Automobile führten dazu, dass er bald bei Autorennen für Fiat startete. Im Jahr 1901 gewann er den ersten Giro automobilistico d’Italia sowie das Rennen Piombino–Livorno in Italien. In Zusammenarbeit mit Vincenzo Lancia, der damals ebenfalls für Fiat arbeitete, wurde er ab 1905 zu einem der besten europäischen Rennfahrer. Ins Rampenlicht geriet er, als er beim Großen Preis von Frankreich 1906 nach hartem Duell mit dem Ungarn Ferenc Szisz auf Renault Zweiter wurde.
Nazzaro dominierte die Grand-Prix-Saison 1907 mit Siegen beim Grand Prix von Frankreich, beim Kaiserpreis-Rennen in Deutschland und bei der Targa Florio. Technische Defekte verhinderten weitere Erfolge im Jahr 1908 wie z. B. bei der Prinz-Heinrich-Fahrt.
In den darauffolgenden Jahren versuchte er ebenso wie sein Mentor Lancia sich selbstständig zu machen. Er gründete die Automobilfirma Automobili Nazzaro und fuhr zu Werbezwecken seine eigenen Fahrzeuge auch bei zahlreichen Rennen. Erfolge waren ihm dabei außer dem Gewinn der Targa Florio 1913 kaum beschieden.
1916 beendete er die Tätigkeit von Automobili Nazzaro und kehrte zu Fiat zurück. Für diese Marke fuhr er auch wieder Rennen und gewann den Grand Prix von Frankreich 1922 – 15 Jahre nach seinem ersten großen Erfolg. Der neuerliche Erfolg wurde allerdings durch den Unfalltod seines Neffen Biagio getrübt. Nach mehreren Ausfällen bei nachfolgenden Rennen beendete er 1925 seine Motorsportkarriere.
Felice Nazzaro arbeitete bis zu seinem Tod 1940 in der Rennabteilung von Fiat.

## Statistik

### Rennsiege
| Jahr | Wagen   | Rennen               | Strecke                       | Statistik |
| ---- | ------- | -------------------- | ----------------------------- | --------- |
| 1907 | Fiat    | Targa Florio         | Grande circuito delle Madonie | Statistik |
| 1907 | Fiat    | Kaiserpreis          | Taunus                        | Statistik |
| 1907 | Fiat    | Großer Preis des ACF | Circuit de Dieppe             | Statistik |
| 1908 | Fiat    | Coppa Florio         | Bologna                       |           |
| 1914 | Nazzaro | Coppa Florio         | Grande circuito delle Madonie |           |
| 1922 | Fiat    | Großer Preis des ACF | Circuit de Strasbourg         | Statistik |